# Daleks en Manhattan
Daleks en Manhattan es el cuarto episodio de la tercera temporada moderna de la serie británica de ciencia ficción Doctor Who. Se estrenó en BBC One el 21 de abril de 2007, y forma parte de una historia de dos partes que concluye en La evolución de los Daleks. Según los datos de BARB este episodio fue visto por 6,69 millones de espectadores y fue la 18.ª emisión más popular de la televisión británica esa semana.

## Argumento
El Décimo Doctor (David Tennant) y Martha Jones (Freema Agyeman) visitan Nueva York en noviembre de 1930 (la TARDIS se materializa en la base de la Estatua de la libertad), antes de que el Doctor se disponga a devolver a Martha al presente. Les llama la atención el misterio de gente que desaparece y van a la comunidad de Hooverville, en Central Park, conociendo al líder Solomon (Hugh Quarshie), que les explica más sobre las desapariciones. Cuando llega a Hooverville un hombre de negocios adinerado, el Sr. Diagoras (Eric Loren), reclutando trabajadores para la construcción en las alcantarillas, el Doctor, Martha, Solomon y un joven de Tennessee llamado Frank (Andrew Garfield) se unen. Mientras exploran los túneles, el Doctor encuentra una masa de materia orgánica al parecer alienígena, que se lleva para analizar más tarde. El grupo pronto se enfrenta a un grupo de esclavos cerdos, y se ven obligados a huir, aunque Frank es capturado por las criaturas.
El Doctor, Martha y Solomon usan una escalerilla cercana para escapar, y se encuentran en un teatro apuntados por Tallullah (Miranda Raison), una showgirl, con una pistola (falsa), demandando saber qué le ha pasado a Laszlo (Ryan Carnes), un tramoyista con el que estaba saliendo. Tras explicar los tres su presencia, el Doctor usa equipamiento del teatro para construir un analizador de materia, mientras Martha ayuda a consolar a Tallulah, sabiendo que Laszlo desapareció de una forma similar a los otros en las últimas semanas. Tallulah va al escenario para hacer su número, y mientras Martha asiste desde bambalinas, ve a un esclavo cerdo al otro lado del escenario. Le persigue hasta las alcantarillas, donde es capturada por más esclavos cerdos. El Doctor y Tallulah le siguen, pero solo encuentran al esclavo que estaba persiguiendo Martha. Tallulah le reconoce como Laszlo que ha sido transformado, pero no del todo. También encuentran a un Dalek, confirmando el análisis del Doctor que decía que la materia orgánica provenía del planeta Skaro. Mientras los tres siguen al Dalek, Laszlo les cuenta que los Daleks transforman a los humanos de baja inteligencia en esclavos cerdos y a los de alta inteligencia se los llevan para un "experimento final".
Se encuentran bajo el Empire State Building incompleto, y el Doctor y Laszlo se cuelan para localizar a Martha. Cuando el Doctor y Laszlo se unen a Martha y Frank con el resto de los capturados de alta inteligencia, descubren que el Culto de Skaro están haciendo experimentos para fundir las razas humana y Dalek para que la raza Dalek pueda sobrevivir, asistidos por el Sr. Diagoras durante la construcción del Empire State Building. Salek Sec planea sacrificarse para probar a los otros que es posible una evolución. Dalek Sec, usando energía recogida de unos paneles de "Dalekanium" soldados al mástil del edificio, se fusiona con el cuerpo del Sr. Diagoras, convirtiéndose en una criatura híbrida y proclamándose a sí mismo como un "Dalek humano" y el futuro de la raza Dalek.

### Continuidad
- Tallulah le pregunta a Martha si alguna vez ha estado en el teatro, a lo que Martha le responde "algo de Shakespeare", refiriéndose a los eventos de El código Shakespeare.
- La canción que canta Tallulah, My Angel Put the Devil in Me, se oye en la música de fondo durante la escena del bar en la segunda parte de El fin del tiempo (2010).
- El Primer Doctor, Vicki, Ian Chesterton y Barbara Wright aterrizaron brevemente en el mirador del Empire State Building en 1966 durante los eventos de The Chase (1965).
- El Undécimo Doctor, Amy Pond, Rory Williams y River Song se enfrentan a los ángeles llorosos en el Nueva York de 1938 en Los ángeles toman Manhattan. El Doctor remarca que jamás podrá regresar a esa época por miedo de destruir Nueva York.

#### Daleks
- Cuando se da cuenta por primera vez de que los Daleks están presentes, el Doctor dice "Ellos siempre sobreviven, mientras yo lo pierdo todo". Los Daleks han sobrevivido múltiples extinciones aparentes, en The Daleks (1963), The Evil of the Daleks (1967), Remembrance of the Daleks (1988), la Guerra del Tiempo, Dalek (2005), El momento de la despedida (2005) y El juicio final (2006).
- Los miembros del Culto de Skaro (Daleks Caan, Jast, Sec y Thay) son los únicos Daleks individuales que se convierten en personajes recurrentes.
- Dalek Caan dice que su "planeta fue destruido en una gran guerra". En Remembrance of the Daleks, Skaro fue destruido cuando el Séptimo Doctor usó la Mano de Omega para provocar que el sol de Skaro se convirtiera en una supernova. Según la novela del Octavo Doctor War of the Daleks, publicada antes del regreso en 2005 de la serie y por tanto antes de la historia de la Guerra del Tiempo, Skaro nunca fue destruido (el Doctor destruyó un planeta equivocado y todo era parte de un gran plan de los Daleks). Aunque el estatus canónico de las novelas es incierto, Russell T Davies ha declarado que varias de esas historias Dalek tienen lugar como parte de la Guerra del Tiempo, como Genesis of the Daleks, que él refiere como "el primer golpe".[3]
- Este es el primer episodio de la serie moderna en que se menciona explícitamente Skaro como el mundo natal de los Daleks.
- Los Daleks refieren que su armadura está hecha de Dalekanium. Este término se usó por primera vez en The Dalek Invasion of Earth (1964). El Doctor se refiere a él como policárbido en Remembrance of the Daleks (explícitamente diciendo que el escudo armado está hecho de "policárbido fundido"), El momento de la despedida (2005) y El juicio final (2006).
- Los Daleks también aparecen en el Empire State Building en la historia mencionada antes, The Chase (1965).
- Este es el primer episodio de los Daleks en la serie moderna en que no pronuncian su famosa frase "¡Exterminar!", sin contar el previo del siguiente episodio.